# ماتیاس پاوونی
ماتیاس پاوونی (انگلیسی: Matías Pavoni؛ زادهٔ ۲۵ سپتامبر ۱۹۸۰) بازیکن سابق فوتبال اهل آرژانتین است که در پست هافبک تهاجمی بازی‌ می‌کرد.